# Hydronym
Et hydronym (fra græsk: ὕδωρ, hydor, "vand" og ὄνομα, onoma, "navn") er et egennavn på en vandmasse. Hydronymy er studiet af hydronymer og hvordan vandforekomster har fået deres navne og hvordan de overføres gennem historien. Hydronymy kan anvendes på floder, søer, indsøer og have.
Mere end de fleste toponymer, er hydronymer som sproglige elementer meget konservativ, således bevarer indvandrere ofte det tidligere anvendte navn på vandområde. For eksempel har navnet Mississippi gået fra indfødte amerikanere til moderne amerikanere (og derefter til andre sprog). Navnene på store floder er især bevaret, mens de lokale navne på små vandløb er bevaret i mindre grad.